# Chai
Chai — японский музыкальный коллектив из Нагои, образованный в 2012 году и состоящий из Маны, Каны, Юки и Юны.

## История
Группу Chai сформировали в 2012 году в городе Нагоя префектуры Айти сёстры-близнецы Мана и Кана, а также Юна и Юки. Первые три участницы родом из Нагои и учились в одном классе старшей школы, где они состояли в клубе лёгкой музыки и исполняли песни таких музыкантов, как Tokyo Jihen и Айко. Юна познакомила других участниц с японской музыкой, которая не совсем вписывалась в устоявшееся определение джей-попа, например группы Cero и Kimyo Reitaro.
После того как девушки окончили школу и поступили в университет, Мана подружилась с Юки — уроженкой префектуры Гифу, переехавшей в Нагою, и предложила подругам основать квартет. Коллектив получил название в честь русского чая: Кана пила его с вареньем с преподавателем русской литературы в русском ресторане, показавшемуся ей милым.
Chai начали выступать в основном в префектуре Айти и в конце концов стали давать концерты в Токио. В 2013 году группа стала выпускать независимые синглы, а в летние каникулы проводила тур по центральной Японии. Их первый крупный концерт состоялся в Zepp Nagoya, когда группа стала финалистом музыкального конкурса в колледже.
Дебютный мини-альбом группы под названием Hottaraka Series вышел в августе 2015 эксклюзивно в цифровом формате и на компакт-дисках, которые продавались во время туров, а в августе 2016 года — на основных стриминговых сервисах по всему миру. Песня «Gyaranboo» достигла 36-го места в хит-параде Spotify в Великобритании.
В 2016 году Chai переехала в Токио, чтобы полностью сосредоточиться на музыке. В октябре группа подписала контракт с Sony Music Japan после победы в конкурсе по отбору исполнителей для выступления на японской секции Japan Nite фестиваля SXSW в американском городе Остин (штат Техас). После тура US SXSW по США в марте 2017 года Chai выпустила второй мини-альбом Homegoro Series на лейбле Otemoyan Record, основанном квартетом.

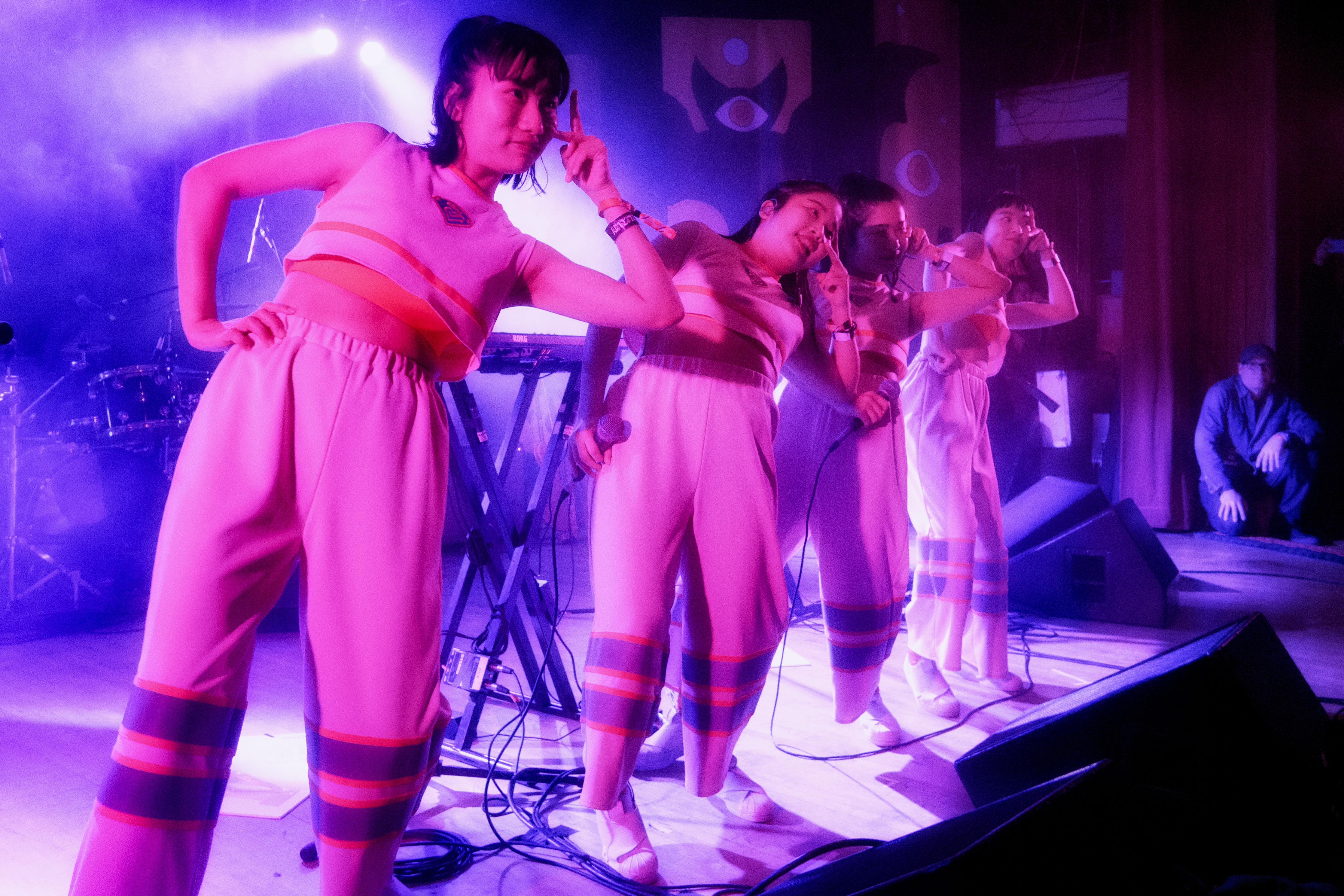
Chai выступают в Бойсе (штат Айдахо) в 2019 году

В октябре 2017 года вышел дебютный альбом группы под названием Pink, который занял 41-е место в недельном хит-параде Oricon. Альбом получил положительные отзывы критиков и попал в число 10 лучших записей по итогам 2018 CD Shop Awards, подведённым работниками музыкальных магазинов Японии. В феврале 2018 года Pink был выпущен в США на лейбле Burger Records, который заключил контракт с Chai под впечатлением от видеоклипа на песню «Boyz Seco Men».
С самого начала Chai решили продвигать свою музыку в том числе за рубежом и считали странным то, что многие японские музыкальные коллективы сосредоточены на карьере только внутри страны. Они подписали контракт с британским лейблом Heavenly Recordings и в октябре 2018 года провели тур по Великобритании в качестве поддержки группы Superorganism. В феврале 2019 года Chai выпустили второй студийный альбом Punk.
В 2020 году группа вместе с Gorillaz и JPEGMafia участвовала в записи композиции «MLS», которая вошла в альбом Gorillaz Song Machine, Season One: Strange Timez. Лидер Gorillaz Деймон Албарн узнал о Chai после того, как член его группы видел их выступление в Лондоне. В октябре Chai подписали контракт с американским независимым лейблом Sub Pop. В мае 2021 года вышел их третий студийный альбом Wink. В том же году они совместно с Duran Duran записали песню «More Joy!».
В январе 2022 года группа подписала контракт с Sony Music Japan International и выпустила музыкальную тему для дорамы Koisenu Futari от NHK General TV.

## Музыкальный стиль
Chai позиционирует себя как «новая захватывающая женская группа» (яп. ニュー・エキサイト・オンナバンド ню: экисайто оннабандо). Участницы стремятся переосмыслить понятие «каваий» как «неокаваий», считая, что все вокруг них желают видеть узкое определение милого. Они также верят, что каждый человек по-своему мил, и хотели выразить это в музыке. Участницы Chai решили носить розовое. Хотя изначально они считали, что этот цвет смотрится на них неестественно, впоследствии они рассказали, что такой выбор стал для них освобождающим. В качестве источника вдохновения для музыки группа обращается к психологическим комплексам.
Раннее влияние на музыку Chai оказал альбом Variety (2007) японской рок-группы Tokyo Jihen, вдохновив участниц делать каждую песню в альбомах непохожей на другие. По их словам, стиль Chai сформировался под влиянием таких коллективов, как Basement Jaxx, Jamiroquai, Gorillaz и Cansei de Ser Sexy. Альбом Pink создавался под влиянием The Chemical Brothers и таких электронных групп, как Chvrches и Justice. Стать барабанщицей Юну вдохновил Кадзухито Китао из Orange Range.

## Участницы
- Мана (яп. マナ) — вокал, клавишные
- Кана (яп. カナ) — гитара, вокал
- Юки (яп. ユウキ) — бас-гитара, дополнительный вокал
- Юна (яп. ユナ) — барабаны, дополнительный вокал

## Дискография

### Синглы
| Год  | Название                                 | Высшая позиция |
| Год  | Название                                 | Oricon         |
| ---- | ---------------------------------------- | -------------- |
| 2017 | «Sound & Stomach» / «Boyz Seco Men»      | —              |
| 2017 | «N.E.O.» / «sayonara complex»            | 135            |
| 2018 | «Great Job» / «Wintime» (ウィンタイム)   | 63             |
| 2019 | «Choose Go!» / «Future» (フューチャー)   | 126            |
| 2019 | «Kedama no Gonjiro» (けだまのゴンじろー) | 136            |

### Мини-альбомы
| Дата            | Название                              | Высшие позиции | Высшие позиции |
| Дата            | Название                              | Oricon         | Japan Hot 100  |
| --------------- | ------------------------------------- | -------------- | -------------- |
| 22 августа 2015 | Hottaraka Series (ほったらかシリーズ) | —              | —              |
| 26 апреля 2017  | Homegoro Series (ほめごろシリーズ)    | —              | —              |
| 9 мая 2018      | Wagama-mania (わがまマニア)           | 33             | 43             |

### Студийные альбомы
| Дата            | Название | Высшие позиции | Высшие позиции |
| Дата            | Название | Oricon         | Japan Hot 100  |
| --------------- | -------- | -------------- | -------------- |
| 25 октября 2017 | Pink     | 41             | 45             |
| 13 февраля 2019 | Punk     | 50             | 72             |
| 21 мая 2021     | Wink     | 92             | 82             |